# Ácido niflúmico
El ácido niflúmico es un fármaco utilizado para la artralgia (dolor articular) y la mialgia (dolor muscular). Tiene una semivida de eliminación de 2 horas y media. Se clasifica como un inhibidor de la ciclooxigenasa-2. En biología experimental, se ha empleado para inhibir los canales de cloruro. También se ha informado que actúa sobre los canales GABA-A y NMDA, y que bloquea los canales de calcio tipo T.